# Entratico
Entratico är en ort och kommun i provinsen Bergamo i regionen Lombardiet i Italien. Kommunen hade 1 999 invånare (2018).